# Анализ документов
Ана́лиз документов — это совокупность методических приёмов и процедур, применяемых для извлечения из документальных источников социологической информации при изучении социальных процессов и явлений в целях решения определённых исследовательских задач.

## Сфера применения
Анализ документов используется чрезвычайно часто в силу некоторых особенностей нашего общества. Дело в том, что большая часть социологических исследований проводится в обществах, где письменность и документы, составленные на её основе, широко распространены. К документам также часто причисляют так называемые иконографические документы, воспринимаемые визуально, и фонетические, ориентированные на слуховое восприятие (музыка, радиопередачи). Особенно часто это относится к фотографиям, но помимо их иногда в этот список включают фильмы, телепередачи, произведения изобразительного искусства, предметы быта и т. д. Так как они не содержат текстов, в этом случае принимают во внимание визуальные, пространственные и стилевые элементы этих документов.
Считается, что документы являются или могут считаться надёжными свидетельствами явлений, происходящих в действительности. Во многом это относится к официальным документам, но может относиться и к неофициальным. Однако при проведении исследования следует относиться критически ко всем документам. Например, данные официальной статистики могут существенно меняться в зависимости от того, каким образом она составлялась.
В подавляющем большинстве случаев при проведении качественного исследования так или иначе приходится иметь дело с документами. Некоторые документы существуют до проведения исследования, другие же могут быть созданы для или во время проведения социального исследования. Практически любое конкретное социальное исследование должно начинаться с анализа существующих по исследуемой проблеме документов. В частности, не рекомендуется начинать ни пилотажное, ни тем более полевое исследование, не изучив предварительно официальные статистические данные — отчёты и публикации Госкомстата, данные ведомственной статистики, отчёты, решения коллегий, приказы и распоряжения соответствующих государственных органов и т. п. Примером второго (по их отношению к конкретному исследованию) вида документов могут служить записи, создаваемые при проведении всякого рода интервью или фокус-групп, в которых фиксируется всё произнесённое участниками для последующего анализа.
В силу того, что документы (в широком смысле) могут существовать ещё очень долго после смерти их создателя, а также часто доступны представителям других культур и субкультур, этот метод можно использовать для проведения исторических исследований и исследований обществ, которые по той или иной причине недоступны исследователю.